# Cristina Galvão
Cristina Ferreira da Silva (São Paulo, 23 de julho de 1965) cujo nome artístico é Cristina Galvão, é uma atriz, produtora e diretora brasileira.
Cristina possui uma formação acadêmica em teatro. Atuou em doze espetáculos através da EAD.
Sua primeira aparição de mais destaque em telenovelas foi a personagem Dondinha, namorada de João Ligeiro, interpretado por Maurício Mattar, em Roque Santeiro.
Outro papel de destaque em sua carreira foi a ex-presidiária Jandira na telenovela Insensato Coração. Na trama a personagem saía da prisão e se torna cúmplice da vilã Norma (Glória Pires).

## Carreira
| Televisão | Televisão                     | Televisão           | Televisão                                        | Televisão  |
| Ano       | Título                        | Personagem          | Produção                                         | Emissora   |
| --------- | ----------------------------- | ------------------- | ------------------------------------------------ | ---------- |
| 2016      | Totalmente Demais             | Enfermeira          | Participação                                     | Rede Globo |
| 2015      | Babilônia                     | Wilma               | Novela (143 capítulos)                           | Rede Globo |
| 2011      | Insensato Coração             | Jandira Mesquita    | Novela (185 capítulos)                           | Rede Globo |
| 2007      | Duas Caras                    | Lucimar             | Novela (210 capítulos)                           | Rede Globo |
| 2007      | Paraíso Tropical              | Mercedes            | Novela (179 capítulos)                           | Rede Globo |
| 2004      | Senhora do Destino            | Jandira             | Novela (221 capítulos)                           | Rede Globo |
| 2001      | Porto dos Milagres            | Belmira             | Novela (203 capítulos)                           | Rede Globo |
| 1997      | A Indomada                    | Elaine              | Novela (203 capítulos)                           | Rede Globo |
| 1991      | O Dono do Mundo               | Celeste             | Novela (197 capítulos)                           | Rede Globo |
| 1989      | Tieta                         | Filomena            | Novela (196 capítulos)                           | Rede Globo |
| 1988      | Vale Tudo                     | Íris                | Novela (203 capítulos)                           | Rede Globo |
| 1987      | O Outro                       | Cida                | Novela (179 capítulos)                           | Rede Globo |
| 1985      | Roque Santeiro                | Dondinha Apolinário | Novela (209 capítulos)                           | Rede Globo |
| 1984      | Partido Alto                  | Sandra              | Novela (174 capítulos)                           | Rede Globo |
| 1984      | Caso Verdade                  | Laís                | Episódio "Nova América"... (19 a 23/11)          | Rede Globo |
| 1984      | Caso Verdade                  | Catarina            | Episódio "Parteira de Profissão"... (25 a 29/06) | Rede Globo |
| 1984      | Caso Verdade                  | -                   | Episódio "Ao Papai com Amor"... (02 a 06/04)     | Rede Globo |
| 1984      | Caso Verdade                  | Jurema (filha)      | Episódio "Coração"... (05 a 09/03)               | Rede Globo |
| 1983      | Caso Verdade                  | Luiza               | Episódio "Erro Médico"... (28/11 a 02/12)        | Rede Globo |
| 1983      | Caso Verdade                  | Rosângela           | Episódio "A Vereadora"... (06 a 10/06)           | Rede Globo |
| 1982      | Caso Verdade                  | -                   | Episódio "Volta ao Lar"... (13 a 17/12)          | Rede Globo |
| 1982      | Caso Verdade                  | -                   | Episódio "Devolvam Meu Filho"... (06 a 10/12)    | Rede Globo |
| 1978      | João Brasileiro, o Bom Baiano | Lina                | Novela                                           | Tupi       |

## Atuação no teatro
- 1981 - O Olho da Rua
- 1980 - Mafalda
- 1980 - O Fracasso
- 1980 - Bebé e Dodó (EAD)
- 1980 - Sonho de Uma Noite de Verão (EAD)
- 1980 - Antígone
- 1980 - Quando o Coração quer (EAD)
- 1980 - Mira, tem Estrelinhas no Chão (EAD)
- 1980 - O Céu da Boca e a Cárie
- 1979 - Abre a janela e deixa entrar o ar puro e o sol da manhã (EAD)
- 1979 - Calabar (EAD)
- 1979 - Os Acrobatas (EAD)
- 1979 - Mal Entendidos (EAD)
- 1979 - E a Xurupita que não vinha (EAD)
- 1979 - Os Credores (EAD)
- 1979 - Um Grito Parado no Ar (EAD)
- 1979 - A Troco de que Teatro (EAD)
- 1979 - Se Non è Vero...è Bem Trovato!